# Ravi Kapoor
Ravi Kapoor (Liverpool, 27 giugno 1969) è un attore e regista britannico di origine indiana.
È noto soprattutto per il ruolo del Dott. Mahesh "Bug" Vijay nella serie televisiva Crossing Jordan. 
Prima di trasferirsi a Los Angeles, Kapoor ha lavorato per dieci anni come attore in Inghilterra. È sposato con l'attrice Meera Simhan.

## Filmografia

### Attore

#### Cinema
- Wild West, regia di David Attwood (1992)
- Guru in Seven, regia di Shani Grewal (1998)
- The Great Commission, regia di Rockmond Dunbar (2003)
- Raspberry Magic, regia di Leena Pendharkar (2010)
- Homecoming, regia di Gursimran Sandhu - cortometraggio (2011)
- Life at the Resort, regia di Jeff Sable e Zander Villayne (2011)
- Flight, regia di Robert Zemeckis (2012)
- Vimana, regia di Faroukh Virani - cortometraggio (2014)
- The Grace of Jake, regia di Chris Hicky (2015)
- Book Club - Tutto può succedere (Book Club), regia di Bill Holderman (2018)
- Office Uprising, regia di Lin Oeding (2018)
- Ad Astra, regia di James Gray (2019)
- Il nido dello storno (The Starling), regia di Theodore Melfi (2021)

#### Televisione
- Moon and Son – serie TV, episodio 1x10 (1992)
- Metropolitan Police (The Bill) – serie TV, episodio 9x86 (1993)
- Casualty – serie TV, episodio 8x07 (1993)
- Blood and Peaches, regia di Charles Beeson – film TV (1995)
- The Peacock Spring, regia di Christopher Morahan – film TV (1996)
- Ruth Rendell Mysteries – serie TV, episodio 10x2-10x3 (1997)
- Flight, regia di Alex Pillai – film TV (1997)
- In a Land of Plenty – miniserie TV, 5 episodi (2001)
- Boston Hospital (Gideon's Crossing) – serie TV, 20 episodi (2000-2001)
- Century City – serie TV, episodio 1x7 (2004)
- Crossing Jordan – serie TV, 117 episodi (2001-2007)
- Area 57, regia di Dean Parisot – film TV (2007)
- My Name Is Earl – serie TV, episodi 3x14-3x15 (2008)
- Numb3rs – serie TV, episodio 4x18 (2008)
- 24 – serie TV, 3 episodi (2009)
- Fringe – serie TV, episodio 2x05 (2009)
- Heroes – serie TV, 2 episodi (2009)
- Grey's Anatomy – serie TV, episodio 6x15 (2010)
- FlashForward – serie TV, episodio 1x18 (2010)
- Hawthorne - Angeli in corsia (Hawthorne) – serie TV, episodio 2x03 (2010)
- The Game – serie TV, episodio 4x07 (2011)
- Futurestates – serie TV, episodio 2x09 (2011)
- The Mentalist – serie TV, episodio 3x23 (2011)
- Burn Notice - Duro a morire (Burn Notice) – serie TV, episodio 5x17 (2011)
- Touch – serie TV, episodio 1x08 (2012)
- Giovane stalker (Stalked at 17), regia di Doug Campbell – film TV (2012)
- NCIS - Unità anticrimine (NCIS: Naval Criminal Investigative Service) – serie TV, episodio 11x12-11x13 (2014)
- Hit the Floor – serie TV, episodio 2x10 (2012)
- Febbre d'amore (The Young and the Restless) – serie TV, episodio 1x10578 (2015)
- The Brink – serie TV, episodio 1x02 (2015)
- Hand of God – serie TV, 2 episodi (2014-2015)
- L.A. Picker – serie TV, 3 episodi (2016)
- Bones – serie TV, episodio 12x01 (2017)
- Madam Secretary – serie TV, episodio 4x06 (2017)
- Wisdom of the Crowd - Nella rete del crimine (Wisdom of the Crowd) – serie TV, episodio 1x11 (2017)
- Bad Indians – serie TV, episodio 1x01 (2018)
- Code Black – serie TV, episodio 3x13 (2018)
- Sharp Objects – miniserie TV, episodio 1x06 (2018)
- NCIS: Los Angeles – serie TV, episodio 10x09 (2018)
- The Good Doctor – serie TV, episodio 2x15 (2019)
- Elementary – serie TV, episodio 7x01 (2019)
- Il metodo Kominsky (The Kominsky Method) – serie TV, episodio 2x05 (2019)
- Little America – serie TV, episodio 1x01 (2020)
- Interrogation – serie TV, episodi 1x07-1x09 (2020)

### Regista

#### Cinema
- Victor Ramirez, Asesino - cortometraggio (2010)
- The 5 - cortometraggio (2011)
- Miss India America (2015)

#### Televisione
- Crossing Jordan – serie TV, episodi 6x5 (2007)

## Doppiatori italiani
Nelle versioni in italiano delle opere in cui ha recitato, Ravi Kapoor è stato doppiato da:
- Fabrizio Vidale in Boston Hospital, The Mentalist
- Roberto Gammino in Crossing Jordan, Il metodo Kominsky
- Luigi Ferraro in 24, NCIS - Unità anticrimine
- Antonio Palumbo in Il nido dello storno, Elementary
- Massimiliano Virgilii in Fringe
- Corrado Conforti in Touch
- Giorgio Borghetti in Flight
- Mauro Gravina in Burn Notice - Duro a morire
- Stefano Miceli in Hand of God
- Alessandro Ballico in Code Black
- Stefano Brusa in Sharp Objects
- Sergio Lucchetti in NCIS: Los Angeles
- Raffaele Palmieri in The Good Doctor
- Nanni Baldini in Family Switch